# Kasteel van IJsselmonde
Het Kasteel van IJsselmonde stond in IJsselmonde, een stadsdeel van de Nederlandse stad Rotterdam. Het gaat in feite om een viertal kastelen dat sinds de 11e eeuw in IJsselmonde heeft gestaan en waarvan het laatste exemplaar in 1900 is afgebroken. De locatie van het eerste kasteel is onbekend, maar de kastelen twee tot en met vier hebben op dezelfde plek gestaan, pal naast de Adriaen Janszkerk.

## Geschiedenis
Het eerste kasteel in IJsselmonde is in 1072 gebouwd door Godfried van Lotharingen in opdracht van de Utrechtse bisschop Willem van Gelre. Deze laatste wilde met dit kasteel niet alleen tol heffen en controle krijgen over de waterwegen aldaar, maar het kasteel moest ook het graafschap Holland in bedwang houden. De bisschop had samen met Godfried sinds 1070 het graafschap in zijn macht, maar de nog jonge graaf Dirk V liet in 1076 Godfried uit de weg ruimen. Bisschop Willem overleed twee maanden later en zijn opvolger Koenraad van Zwaben besloot om het kasteel te versterken, uit vrees voor een aanval van Dirk.
Op 8 juni 1076 trok Dirk op naar het kasteel, gesteund door een leger van Robert van Vlaanderen en schepen van Willem de Veroveraar. Het kwam tot een treffen met het leger van bisschop Koenraad - de zogenaamde Slag bij IJsselmonde - die zich na zware verliezen verschanste in het kasteel maar zich na ruim twee weken moest overgeven. De bisschop kreeg een vrije aftocht maar het kasteel in IJsselmonde werd door Dirk compleet verwoest.

### Floris van Wijngaarden
Het duurde tot 1483 voordat er in IJsselmonde opnieuw een kasteel werd gebouwd. De bouwheer was Floris van Wijngaarden, sinds 1474 ambachtsheer van IJsselmonde. Het was de tijd van de Hoekse en Kabeljauwse twisten en Floris behoorde tot de partij van de Kabeljauwen. In 1488 vielen de Hoeken onder leiding van Jonker Frans de stad Rotterdam aan en wisten de stad te bezetten. Na een mislukte aanval op Schoonhoven trokken de Hoekse troepen in 1489 naar het eiland IJsselmonde. Floris vluchtte naar Dordrecht en de Hoeken verwoestten zijn kasteel.

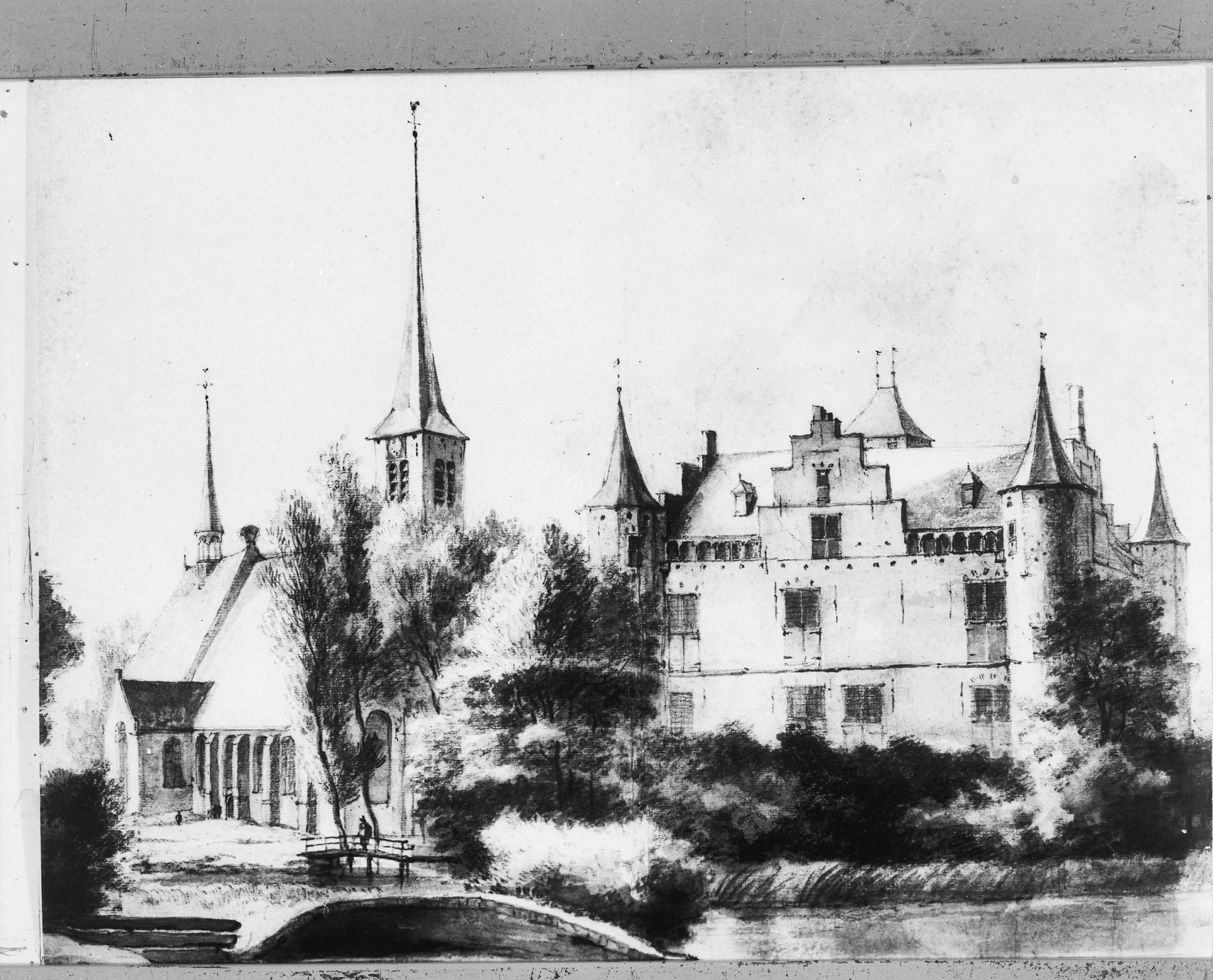
Het derde kasteel, gebouwd door de familie De Merode. Tekening door Roelant Roghman.

### Van Merode
Hendrik van Merode werd eind 1540 beleend met de heerlijkheid Oost-IJsselmonde. Vijf jaar later werd hij ambachtsheer. Bij de Adriaen Janszkerk bouwde hij in 1550 het derde kasteel van IJsselmonde.
Zijn nazaten bleven tot 1664 in bezit van de ambachtsheerlijkheid en het kasteel, maar de opvolging verliep moeizaam via minderjarigen. Zo werd Ferdinand Filips van Merode-Pietersheim al op dertienjarige leeftijd beleend met Oost-IJsselmonde. Ferdinand overleed in 1653 op zijn 27e en liet zijn bezit en de functie van ambachtsheer na aan zijn zesjarige zoontje Franciscus. Omdat Franciscus als in 1656 stierf kwamen de bezittingen terecht bij zijn zevenjarige zusje Isabella. Zij verkocht in 1664 alles aan Adriaen Adriaensz. Lampsins, waarschijnlijk vanwege financiële problemen.

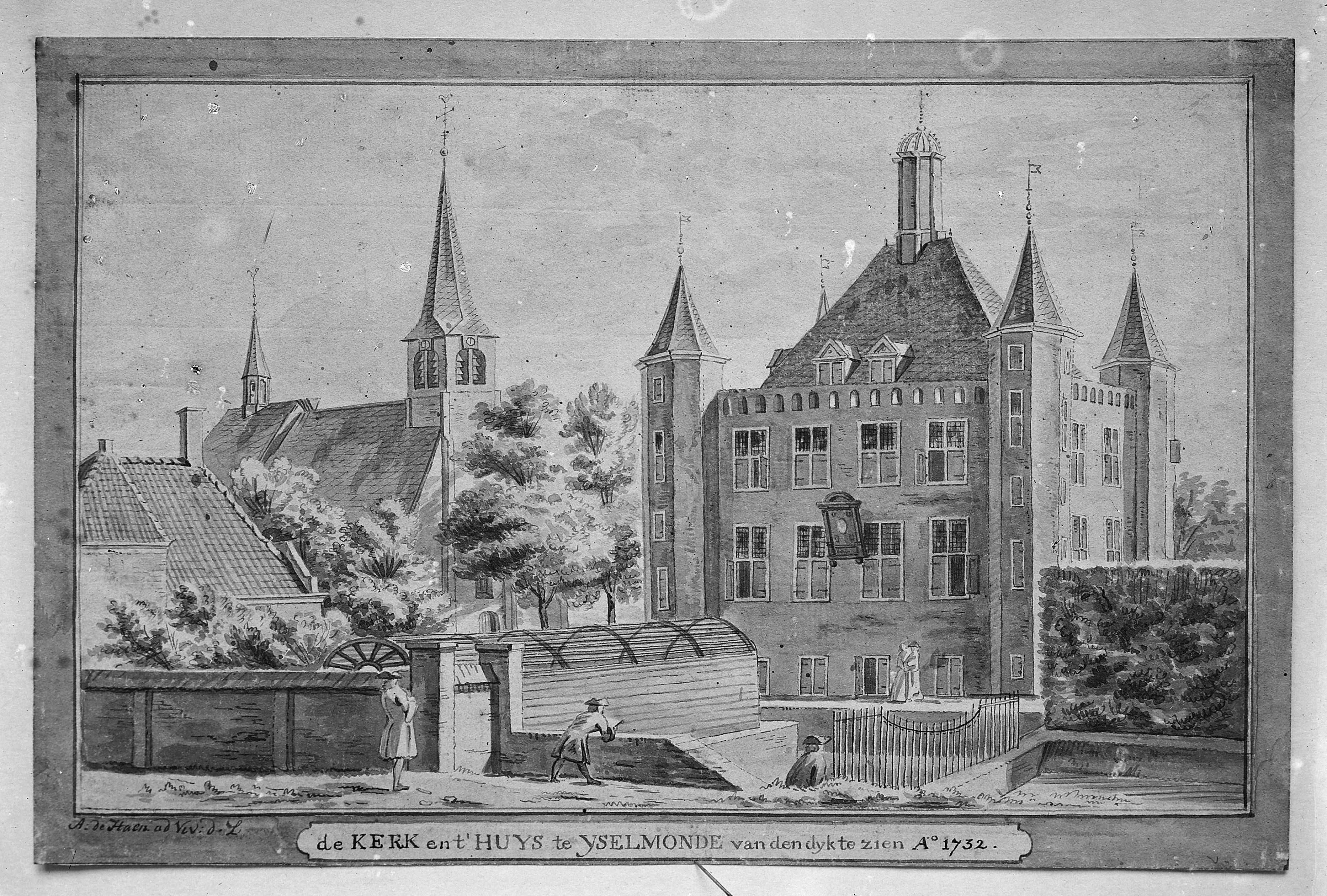
Het vierde kasteel, eind 17e eeuw gebouwd door Lampsins. De tekening toont de situatie in 1732.

### Nieuwbouw
Adriaen Lampsins besloot het kasteel af te breken. Hij had de voorkeur voor een luxueus landhuis en het verouderde kasteel voldeed daar niet aan. Op de funderingen van het afgebroken kasteel liet hij een vierkant woonkasteel bouwen met achtkantige torens op de hoeken.
Lampsins overleed in 1681 en zijn vrouw verkocht het kasteel in 1685 aan Jean de Mey, een notabele uit Rotterdam. De Mey was bewindhebber van de VOC en WIC en was tevens burgemeester van Rotterdam. Het kasteel van IJsselmonde gebruikte hij als buitenplaats. Na zijn overlijden in 1721 erfden zijn achternichten Johanna en Cornelia Hechtermans de ambachtsheerlijkheid en het kasteel. Drie jaar later stierf Johanna, waardoor alles in handen kwam van Cornelia. Zij was getrouwd met Claes Bichon en hun nazaten zouden tot begin 20e eeuw het kasteel en de ambachtsheerlijkheid in bezit houden.

### Afbraak
De laatste kasteelheer uit de familie Bichon was Cornelis Johan Adriaan Bichon van IJsselmonde. Hij had een conflict met de burgemeester van IJsselmonde over het Veerdam en ondanks dat Cornelis de rechtszaken hierover won, besloot hij IJsselmonde te verlaten. Hij liet in 1900 het kasteel uit protest afbreken en schonk de landerijen aan de gemeente. De laatste uit de familie die nog de titel ambachtsheer van IJsselmonde droeg, was zijn zoon René.
In 1972 werden archeologische opgravingen verricht vanwege de geplande dijkverzwaringen.
In 2014 ontwikkelde een lokale ondernemer plannen om het kasteel te herbouwen en er culturele en sociale functies in onder te brengen.

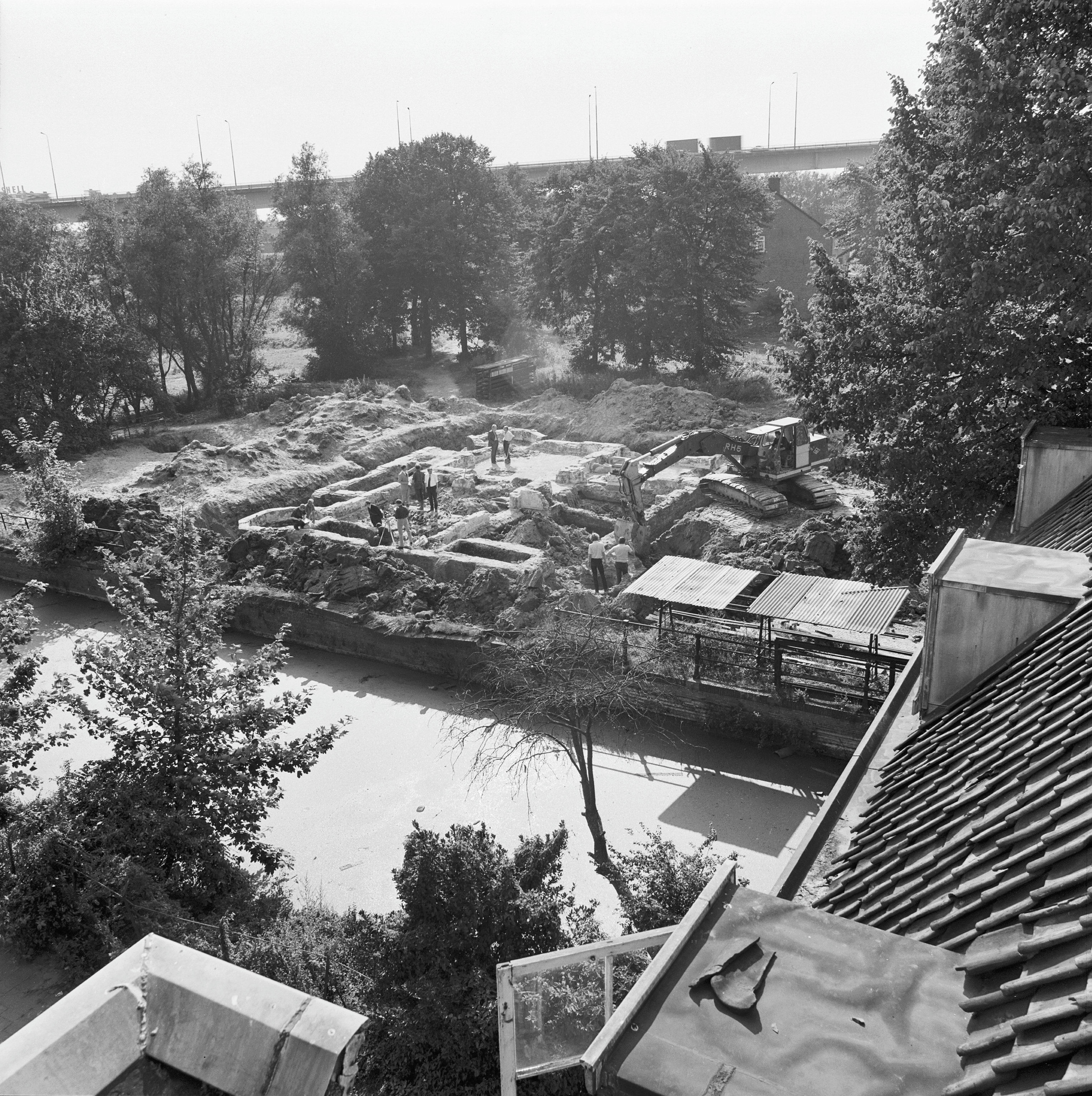
Opgraving van het voormalig kasteel IJsselmonde in 1972

## Beschrijving
De locatie van het eerste kasteel uit de 11 eeuw is onbekend. Waarschijnlijk betrof het een eenvoudige donjon met een houten palissade.
Het tweede kasteel, in 1483 gebouwd, stond naast de Adriaen Janszkerk. Van dit omgrachte kasteel is een rechthoekig fundament teruggevonden. Het had geen verdedigende functie maar diende als woonverblijf.
Het derde kasteel uit 1550 is gebouwd op dezelfde plek als het vorige kasteel. Dit geldt ook voor het vierde en tevens laatste kasteel, dat rond 1665 is gebouwd op de fundamenten van het afgebroken derde kasteel. Het nieuwe slot werd een vierkant gebouw, met op de hoeken achtkantige torens. In 1900 werd het afgebroken.
In 1972 werd het kasteel opgegraven vanwege de geplande dijkverzwaring. Na afloop van het archeologisch onderzoek zijn de fundamenten weggebroken en is er een dijk over het kasteelterrein aangelegd. Alleen het koetshuis uit 1679 is bewaard gebleven.

## Afbeeldingen

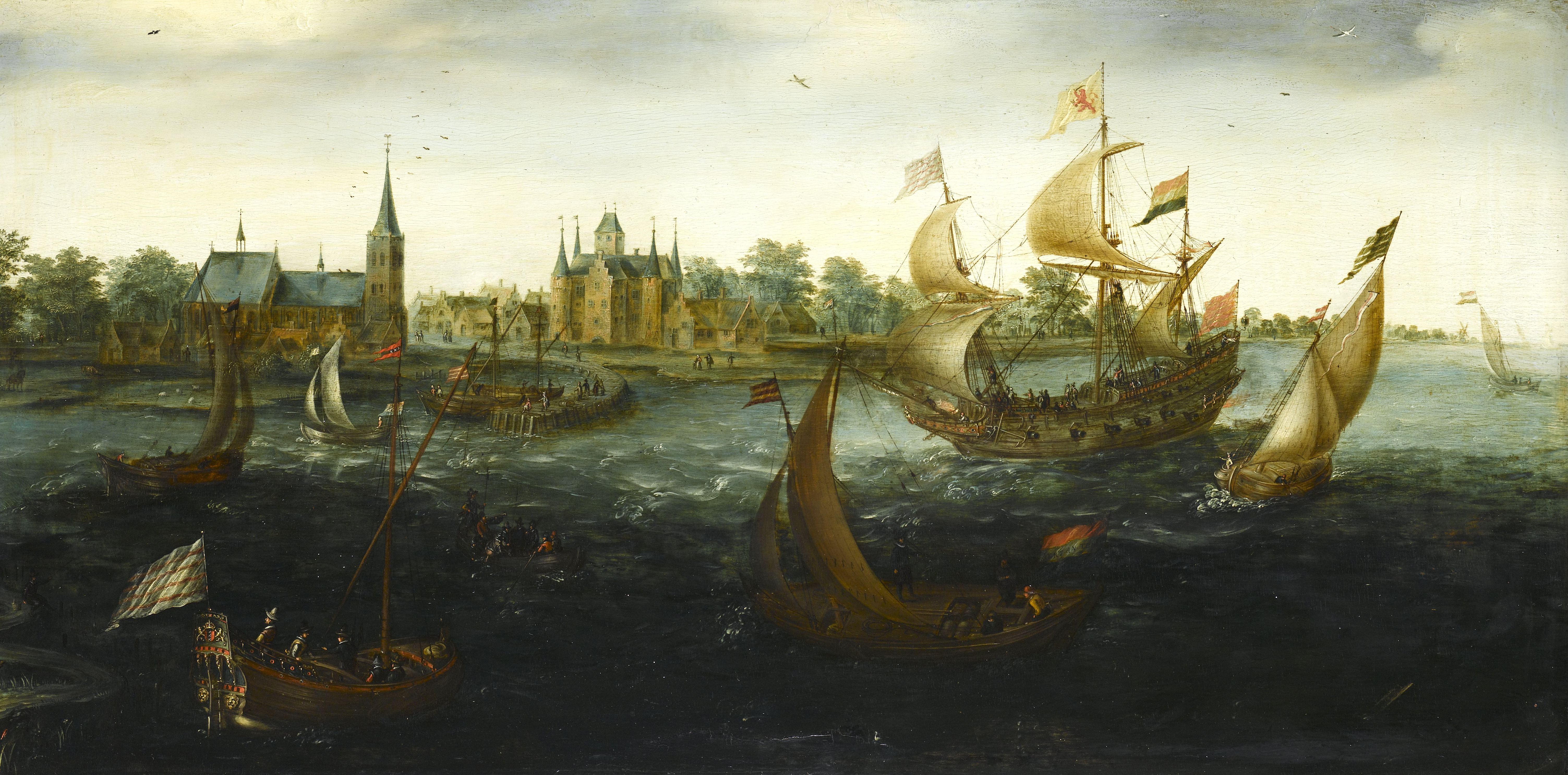
Schepen voor IJsselmonde, met het derde kasteel (1617)
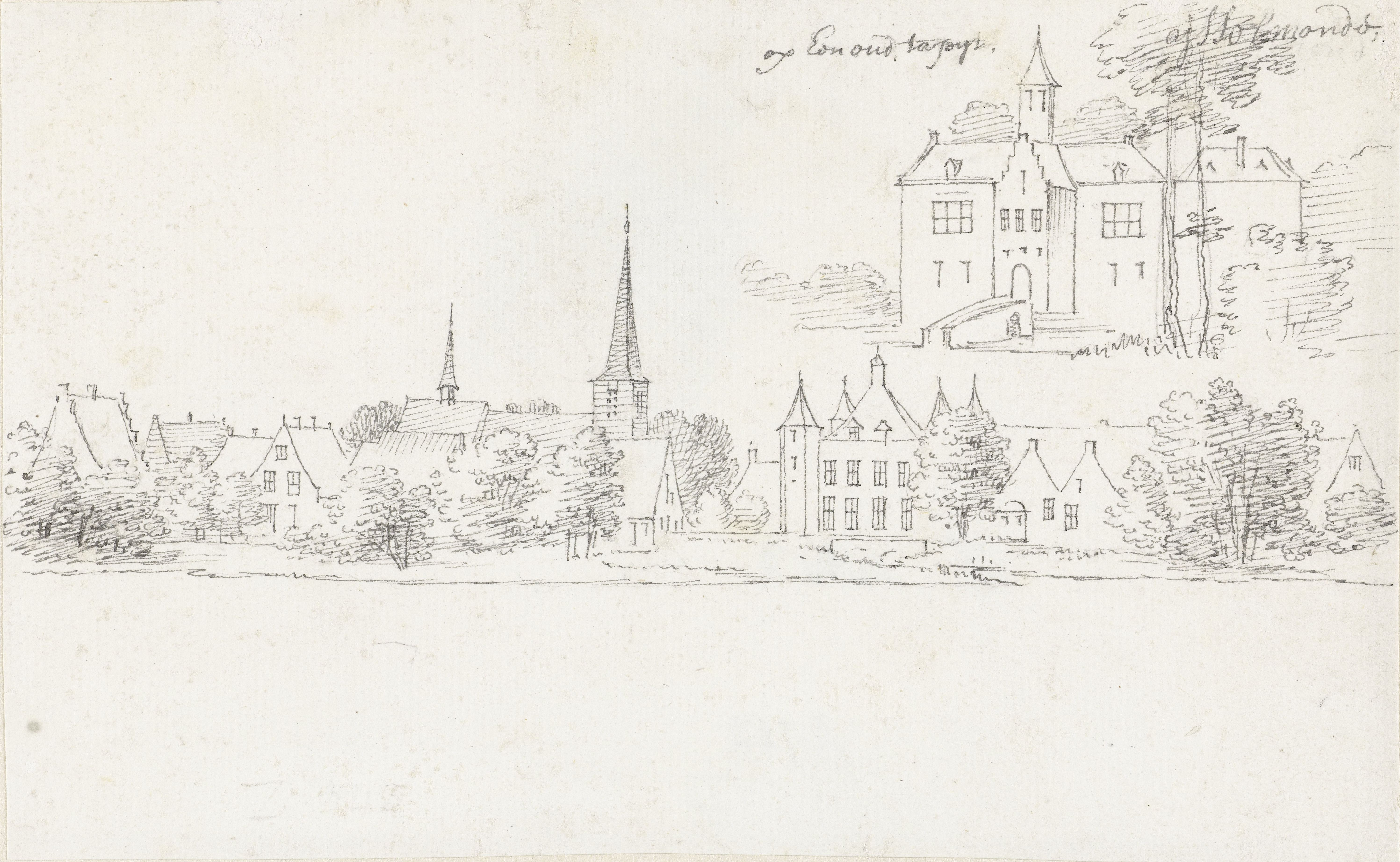
Het dorp IJsselmonde met het vierde kasteel. Rechtsboven staat het derde kasteel afgebeeld. Getekend door Cornelis Pronk tussen 1720 en 1740.
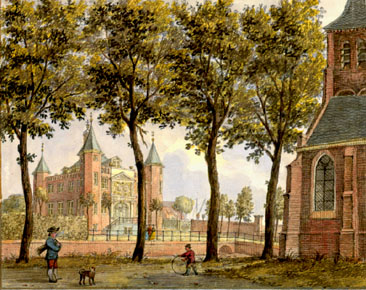
Gezicht op het kasteel te IJsselmonde, door Jan de Beijer (18e eeuw)
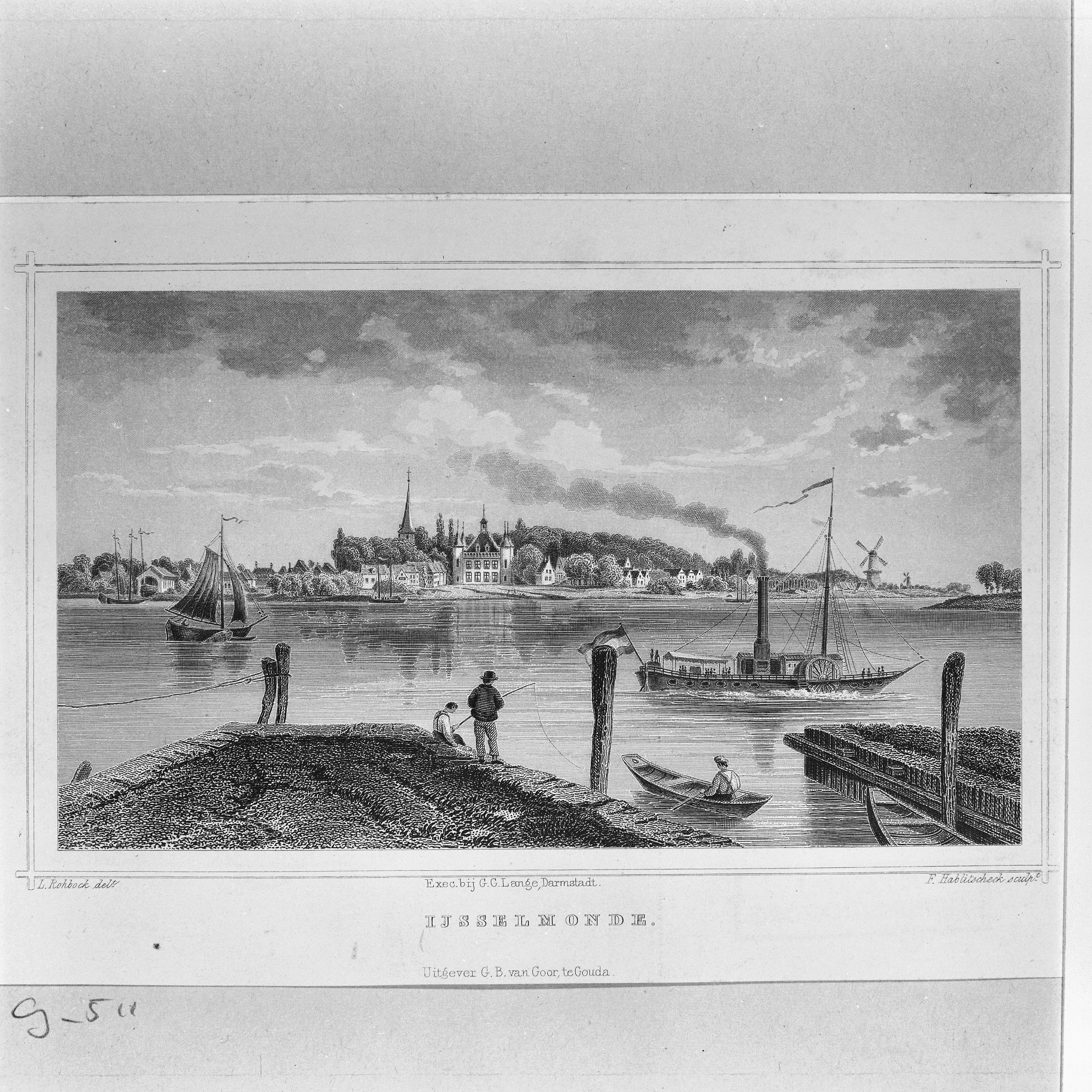
Gezicht op IJsselmonde, met het kasteel en de kerk
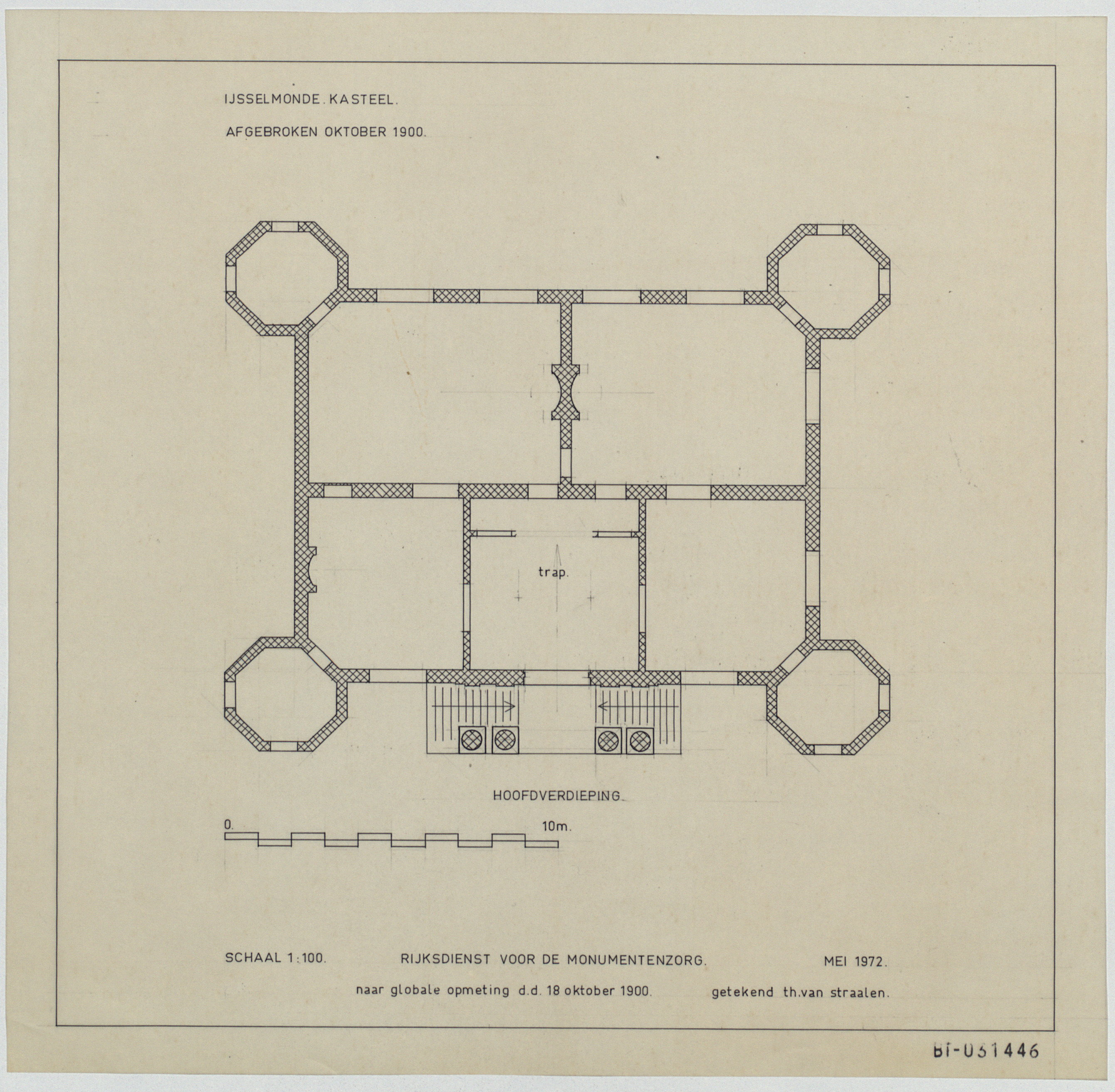
Plattegrond hoofdverdieping van het laatste Kasteel van IJsselmonde
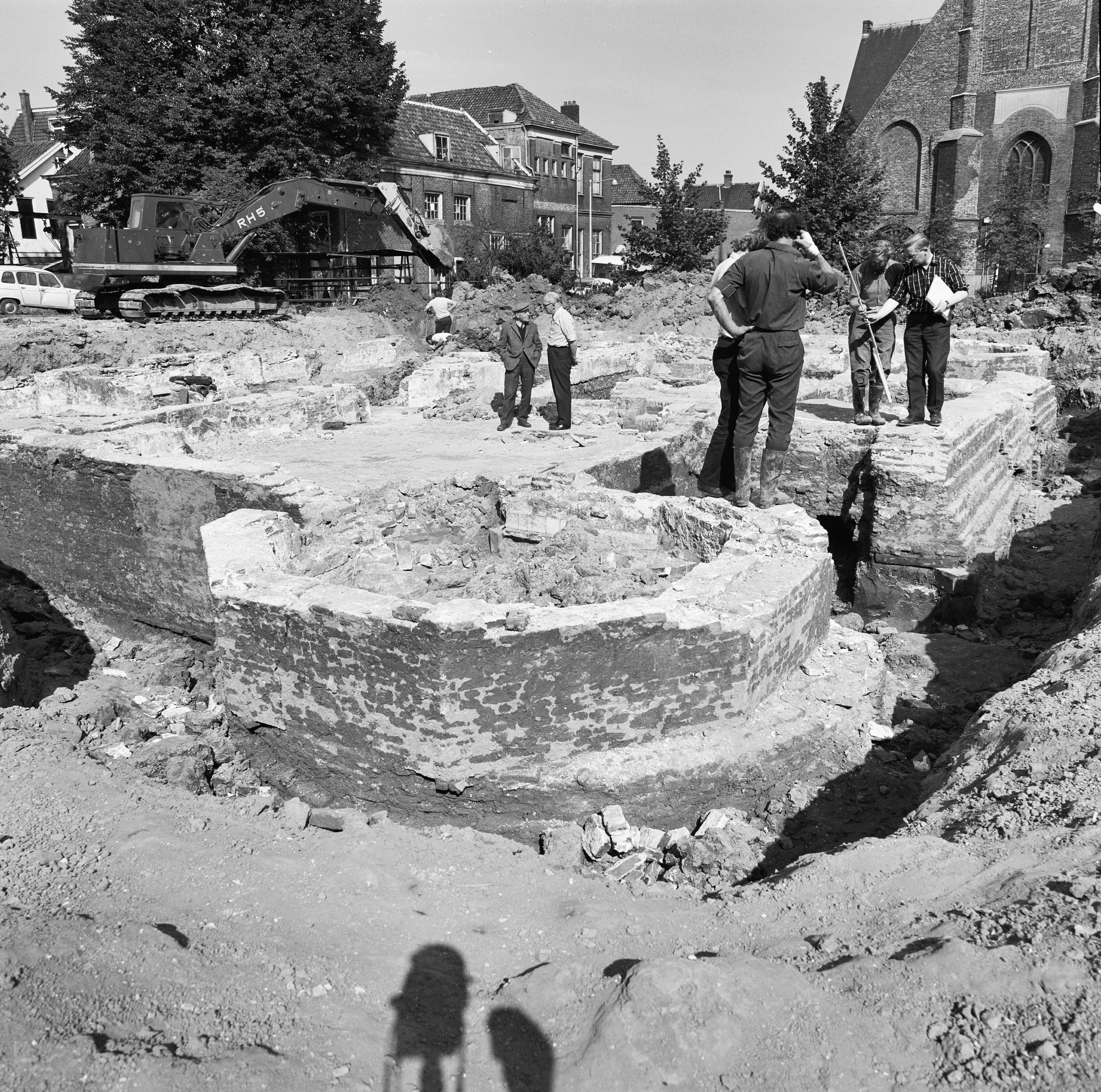
De opgraving in 1972
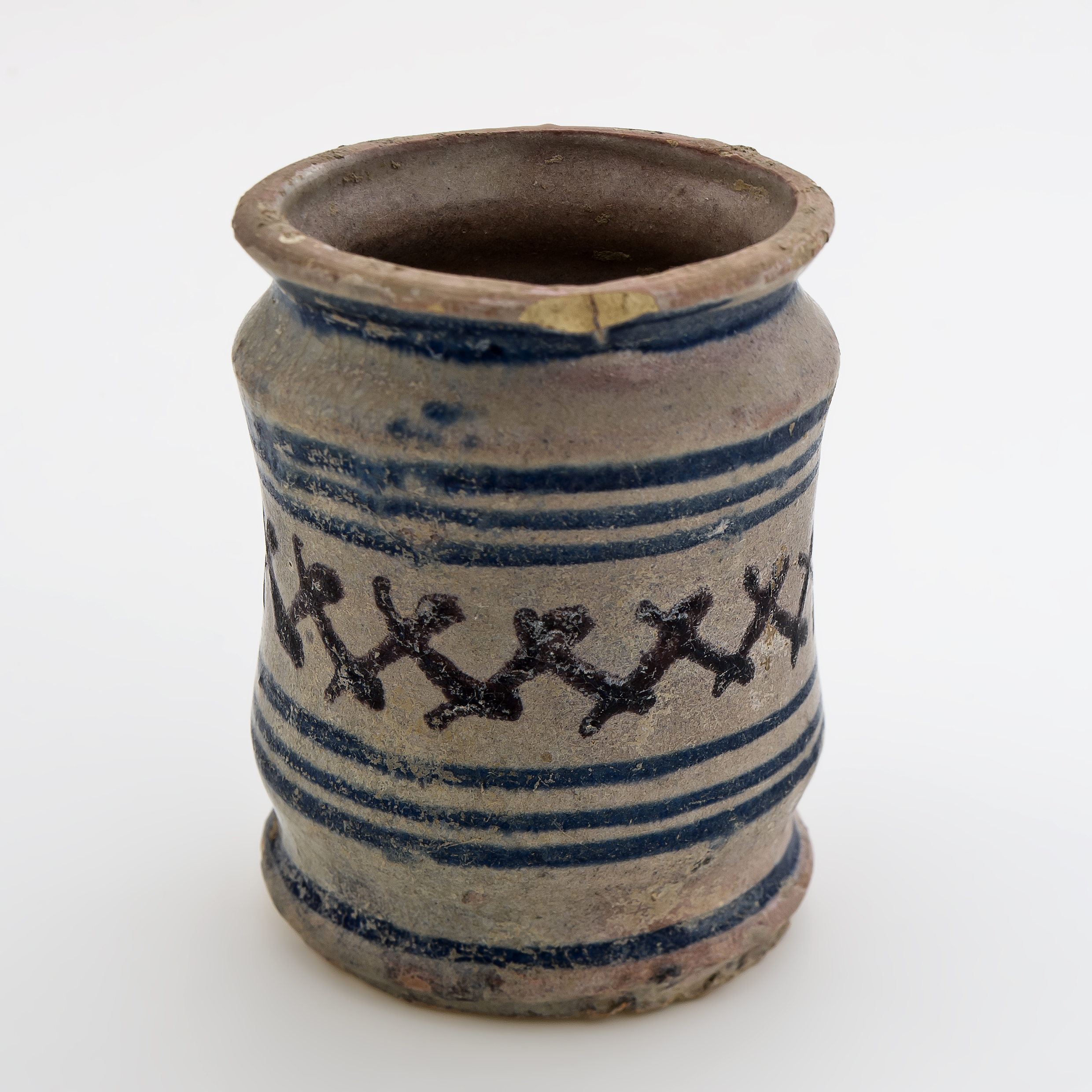
Bij de opgravingen in 1972 gevonden aardewerk zalfpot, gemaakt rond 1600
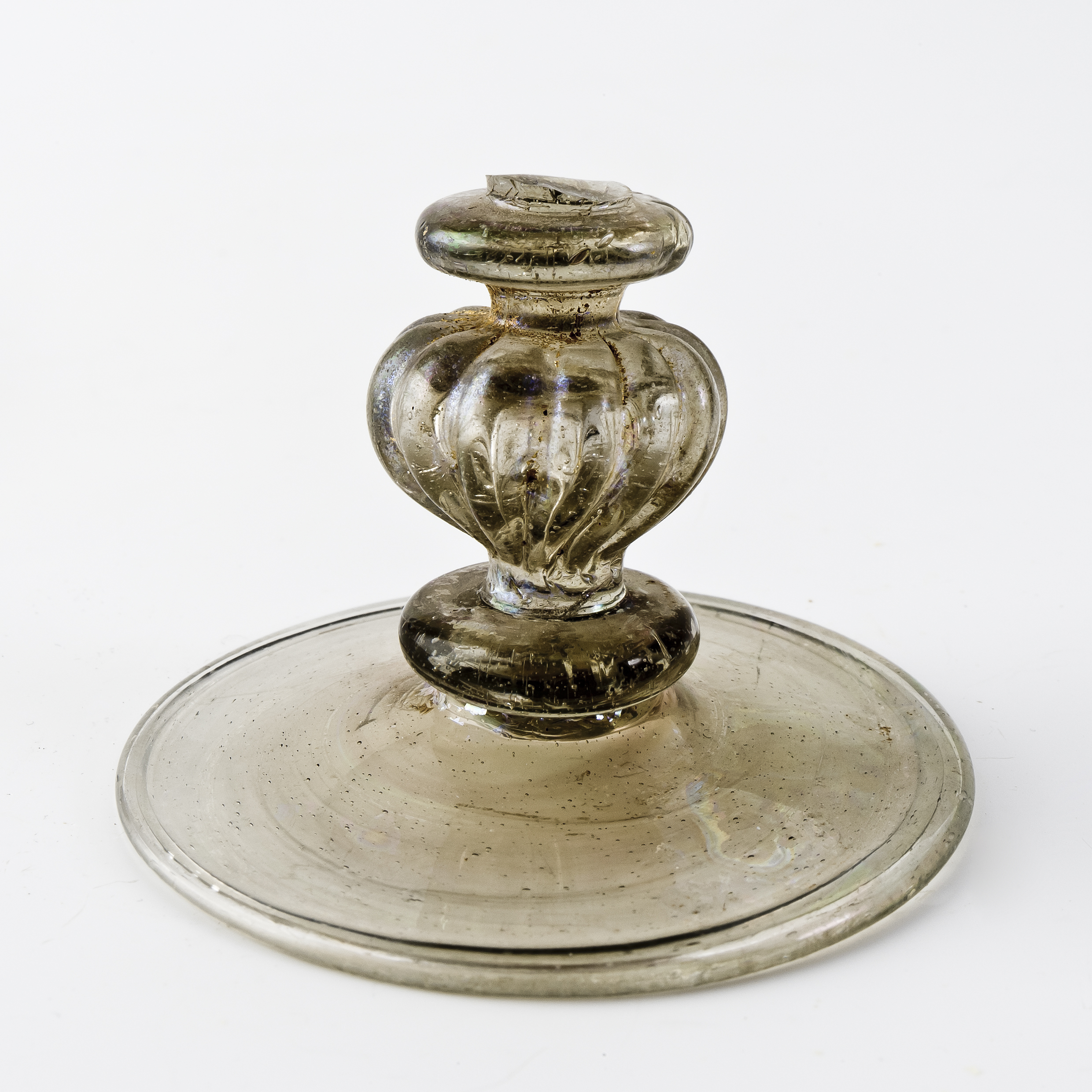
Bij de opgravingen in 1972 gevonden fragment van een drinkglas, daterend uit de periode 1540-1664
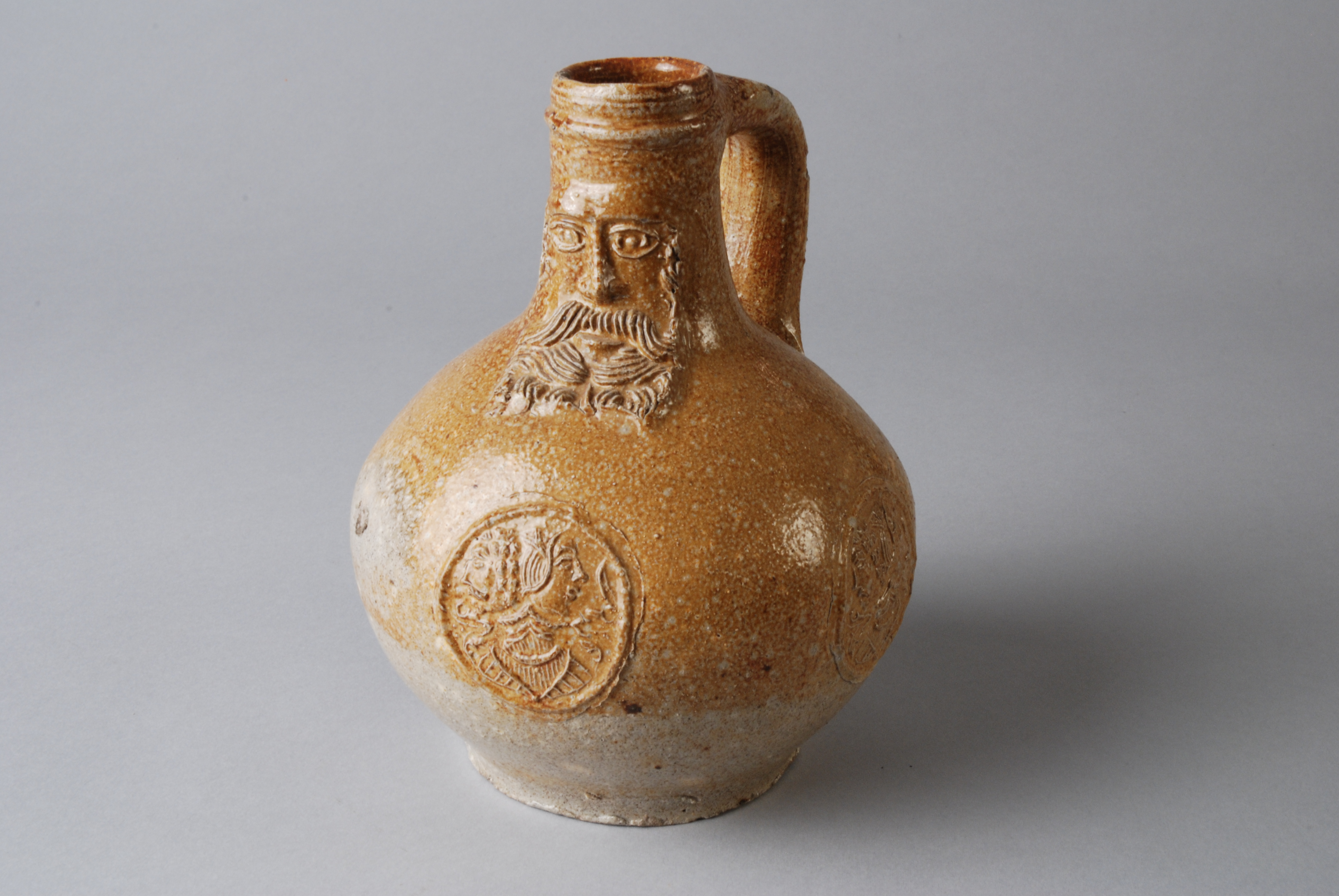
Bij de opgravingen in 1972 gevonden Keulse baardmankruik, daterend uit de periode 1540-1664
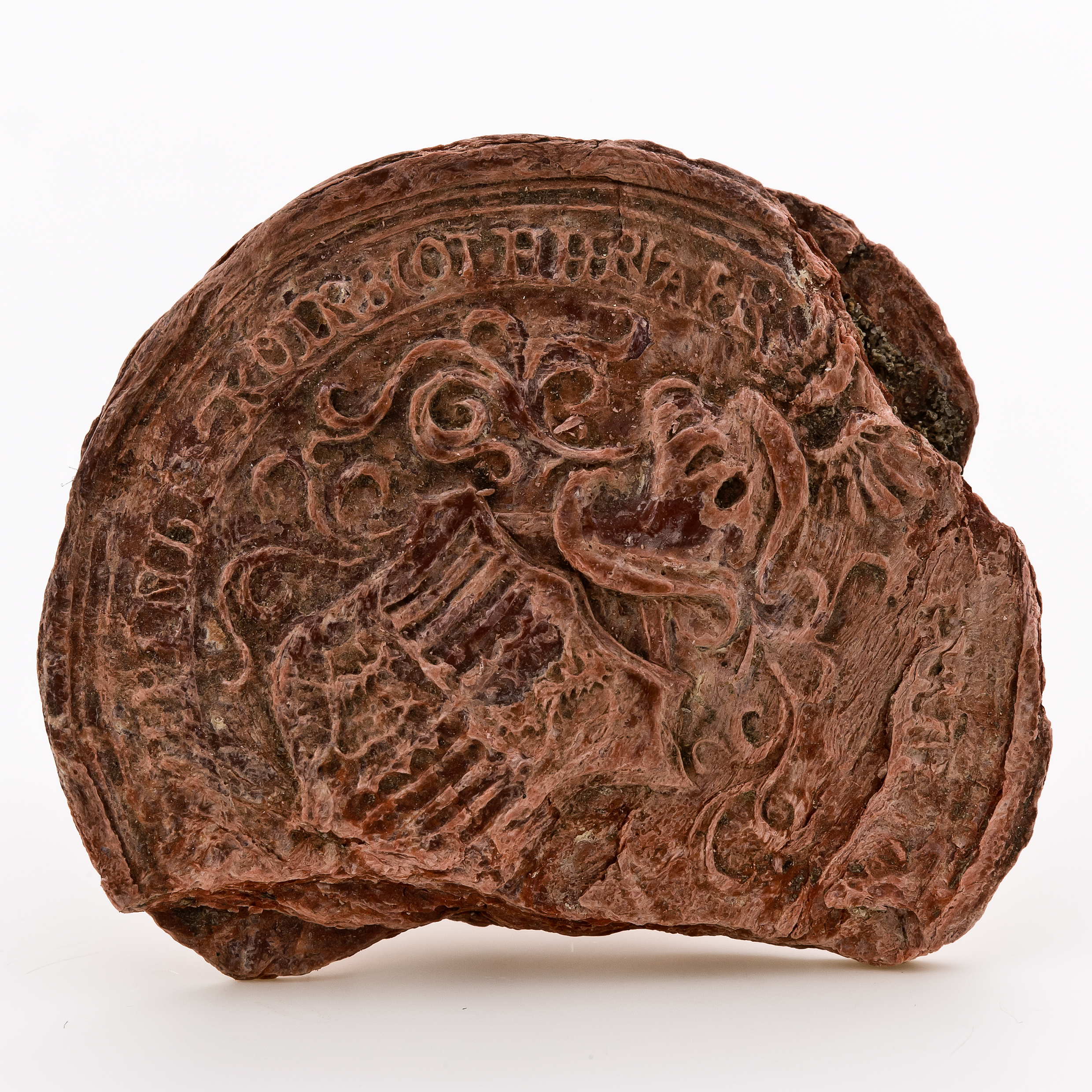
Bij de opgravingen in 1972 gevonden lakzegel, daterend uit de periode 1540-1664

Abbenbroek · Abspoel · Adegeest · Slot Alkemade ·  Altena · Arkelsburg · Bellesteyn · Huis ten Berghe · Binckhorst · Binnenhof · Blijdestein · Te Blotinghe · Boekenburg · Boekhorst · Boshuysen · Bulgersteyn · Burcht (Leiden) · Burcht (Voorne) · Slot Capelle · Coebel · Cranenburg · Crayestein · Cronesteyn · Crooswijk · Develstein · 't Huys Dever · Dirks Steenhuis · Ter Does · Duivenstein · Duivenvoorde · Endegeest · Endepoel · Foreest · Giessenburg · Gravensteen · Groot Haesebroek · 's Heeraartsberg · Hof van Wateringen · Holy · Slot Honingen · Kasteel van de Heren van Arkel · Kasteel van Gouda · Keenenburg · Kasteel Keukenhof · Klein Poelgeest · Huis te Langerak · Langestein · Huis te Liesveld · Ter Lips · De Loo · Madeburcht · Marenburch · Meerburg · Huis te Merwede · Huis ter Mey · Kasteel van der Meye · Niemandsvriend · Noordeloos · Oud-Berendrecht · Oud-Poelgeest · Oud Teylingen · Paddenpoel · Persijn · Groot Poelgeest · Hof van Putten · Puttensteyn · Landgoed De Raephorst · Kasteel Ravesteyn · Kasteel van Rhoon · Rijnegom · Rijnenburg · Huis te Riviere · Rodenburg · Hofstad Rodenrijs · Rodenrijs · Rosenburgh · Huis Roucoop · Santhorst · Schelluinderberg · Schonenburg · Kasteel van Schoonhoven · Souburgh · Spangen · Starrenburg · Huis ter Specke · Steenvoorde · Stenevelt · Slot Teylingen · Den Toll · Torenvliet · Slot Valckesteyn · Huis ter Waard · Warmont · Ter Weer · Hof van Wena · Kasteel Westerbeek · Huis te Woude · Kasteel van IJsselmonde · 't Zand · Huis Zevender · Kasteel aan de Zevender · Zijlhof · Zonneveld · Huis Zuidwijk · Zwieten